# Anton Hübsch
Anton Hübsch (16 de março de 1918 - 31 de outubro de 1973) foi um piloto alemão da Luftwaffe durante a Segunda Guerra Mundial. Voou 1060 missões de combate, nas quais destruiu 120 tanques, 2 navios de transporte e danificou um navio de guerra. Foi o segundo maior destruidor de tanques a Luftwaffe.